# Besse-et-Saint-Anastaise
Pour les articles homonymes, voir Besse.
Besse-et-Saint-Anastaise est une commune française située dans le département du Puy-de-Dôme, en région Auvergne-Rhône-Alpes. Elle fait partie du parc naturel régional des Volcans d'Auvergne.
Ses habitants sont appelés les Bessards et les Bessardes.

## Géographie

### Localisation
Besse-et-Saint-Anastaise est située au sud-ouest du département du Puy-de-Dôme. Elle compte deux villages : Besse-en-Chandesse (le chef-lieu communal) et Saint-Anastaise.
Elle jouxte huit autres communes du même département, dont Saint-Diéry au nord-est, uniquement sur une quarantaine de mètres.
Les communes limitrophes sont Saint-Victor-la-Rivière, Chambon-sur-Lac, Compains, Égliseneuve-d'Entraigues, Picherande, Saint-Diéry, Saint-Pierre-Colamine et Valbeleix.
| Chambon-sur-Lac          | Saint-Victor-la-Rivière  | Saint-Diéry           |
| Picherande               | Besse-et-Saint-Anastaise | Saint-Pierre-Colamine |
| Égliseneuve-d'Entraigues | Compains                 | Valbeleix             |

### Géologie et relief
La commune s'étend sur 7 238 hectares ; son altitude varie entre 805 et 1 725 mètres.

### Hydrographie
La commune est arrosée par le ruisseau de Clamouze, branche-mère de la Rhue, et par la Couze Pavin, qui y prennent leur source.

### Voies de communication et transports
Les principales routes traversant Besse-en-Chandesse sont la route départementale 978 (ancienne route nationale 678) reliant Égliseneuve-d'Entraigues et le nord du département du Cantal vers le sud-ouest, à Champeix, Issoire et Clermont-Ferrand vers le nord-est (la commune dispose d'un accès autoroutier à l'A75 par les échangeurs 6 en venant de Clermont-Ferrand ou 13 depuis Issoire) ; la D 5 continue au nord en direction de Saint-Victor-la-Rivière et de Murol ; plus au sud-ouest, la D 203 dessert le nord de l'Artense en direction de Picherande et La Tour-d'Auvergne.
Le hameau de Saint-Anastaise, au sud-est de la commune, est relié à Besse-en-Chandesse par les D 36 et 127, cette dernière continuant vers Valbeleix à l'est.
La desserte communale est assurée par les autres routes départementales suivantes :
- la D 36 reliant Mont-Dore par le col de la Croix Saint-Robert au nord-ouest et Compains et Ardes au sud ;
- la D 127, reliant le Pont d'Anglard (sur la D 36) à Valbeleix ;
- la D 149, reliant Besse-en-Chandesse à Picherande par Super-Besse et le col de la Geneste (avec quatre antennes : les D 149a et 149d desservant la station de ski et les D 149b et 149c au nord du lac Pavin) ;
- la D 619, reliant Lomprat (lieu-dit de Saint-Pierre-Colamine sur la D 978) à la D 127 au nord de Saint-Anastaise ;
- la D 621, reliant la D 5 au nord de Besse-en-Chandesse au Cheix (lieu-dit de Saint-Diéry) ;
- la D 624, reliant la D 127 à Compains par le lieu-dit des Chirouzes, au sud de la commune ;
- la D 633, reliant Besse-en-Chandesse, sur la D 36, à Chananeille (lieu-dit de Saint-Pierre-Colamine sur la D 619).

### Climat
Pour des articles plus généraux, voir Climat d'Auvergne-Rhône-Alpes et Climat du Puy-de-Dôme.
En 2010, le climat de la commune est de type climat de montagne, selon une étude du Centre national de la recherche scientifique s'appuyant sur une série de données couvrant la période 1971-2000. En 2020, Météo-France publie une typologie des climats de la France métropolitaine dans laquelle la commune est exposée à un climat de montagne ou de marges de montagne et est dans une zone de transition entre les régions climatiques « Ouest et nord-ouest du Massif Central » et « Nord-est du Massif Central ». 
Pour la période 1971-2000, la température annuelle moyenne est de 7,9 °C, avec une amplitude thermique annuelle de 15,3 °C. Le cumul annuel moyen de précipitations est de 1 228 mm, avec 11,3 jours de précipitations en janvier et 8,7 jours en juillet. Pour la période 1991-2020, la température moyenne annuelle observée sur la station météorologique de Météo-France la plus proche, « Le Mont-Dore Bg », sur la commune de Mont-Dore à 12 km à vol d'oiseau, est de 8,2 °C et le cumul annuel moyen de précipitations est de 1 783,3 mm,. Pour l'avenir, les paramètres climatiques de la commune estimés pour 2050 selon différents scénarios d'émission de gaz à effet de serre sont consultables sur un site dédié publié par Météo-France en novembre 2022.

## Urbanisme

### Typologie
Au 1er janvier 2024, Besse-et-Saint-Anastaise est catégorisée commune rurale à habitat dispersé, selon la nouvelle grille communale de densité à sept niveaux définie par l'Insee en 2022.
Elle est située hors unité urbaine et hors attraction des villes,.

### Occupation des sols
L'occupation des sols de la commune, telle qu'elle ressort de la base de données européenne d’occupation biophysique des sols Corine Land Cover (CLC), est marquée par l'importance des forêts et milieux semi-naturels (60,3 % en 2018), en diminution par rapport à 1990 (61,6 %). La répartition détaillée en 2018 est la suivante : milieux à végétation arbustive et/ou herbacée (37,5 %), prairies (30,8 %), forêts (22,7 %), zones agricoles hétérogènes (4,2 %), zones urbanisées (2,4 %), eaux continentales (1,2 %), terres arables (0,8 %), zones humides intérieures (0,5 %), espaces ouverts, sans ou avec peu de végétation (0,1 %). L'évolution de l’occupation des sols de la commune et de ses infrastructures peut être observée sur les différentes représentations cartographiques du territoire : la carte de Cassini (XVIIIe siècle), la carte d'état-major (1820-1866) et les cartes ou photos aériennes de l'IGN pour la période actuelle (1950 à aujourd'hui).

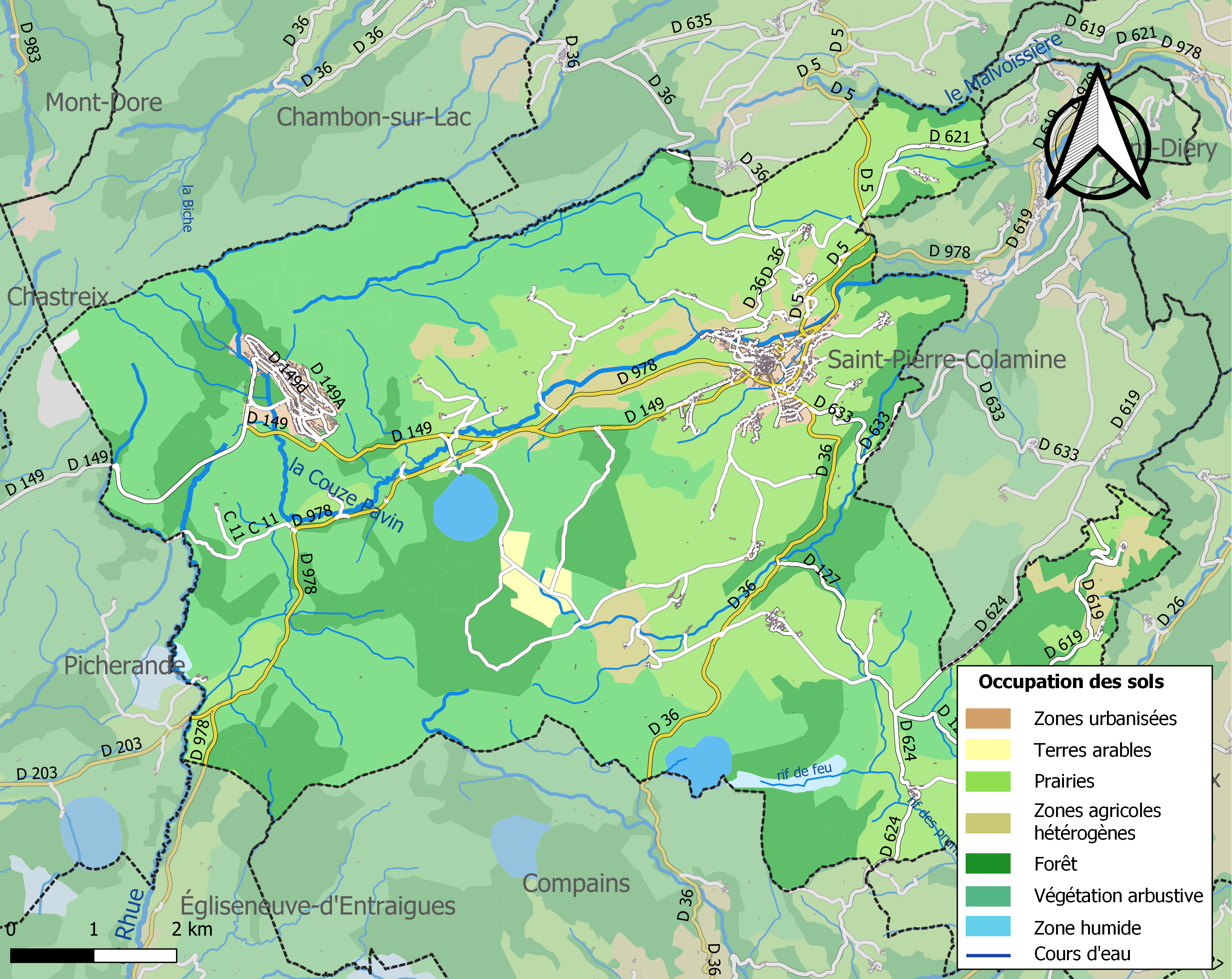
Carte des infrastructures et de l'occupation des sols de la commune en 2018 (CLC).

## Toponymie
En occitan la commune s'appelle Beça, ce qui désigne une « boulaie », soit une plantation de bouleaux (« Beç » en langue occitane). Besse est un toponyme occitan fréquent qui existe depuis le Moyen Âge dans toute l'aire linguistique de l'occitan.

## Histoire
La ville fut longtemps la propriété[Information douteuse] de la famille de La Tour d'Auvergne, du XIe au XVIe siècle.
En mai 1270, Bernard VII de la Tour accorde le statut de ville libre à la ville de Besse[réf. nécessaire].
La ville devient une place commerciale qui se renforcera au cours des siècles[évasif].
Elle fut chef-lieu de district de 1790 à 1795.
En juillet 1935, la première réunion du groupe Bourbaki (séminaire de mathématiciens) se déroule à Besse.
Le 2 avril 1961, Besse devient Besse-en-Chandesse, puis, le 1er juillet 1973, elle fusionne avec Saint-Anastaise pour former Besse-et-Saint-Anastaise[réf. souhaitée]. Mais, sur les anciennes cartes, comme sur certains sites et dépliants touristiques, on trouve encore l'appellation Besse-en-Chandesse.

## Politique et administration

### Découpage territorial
La commune de Besse-et-Saint-Anastaise est membre de la communauté de communes du Massif du Sancy, un établissement public de coopération intercommunale (EPCI) à fiscalité propre créé le 10 décembre 1999 dont le siège est au Mont-Dore. Ce dernier est par ailleurs membre d'autres groupements intercommunaux.
Sur le plan administratif, elle est rattachée à l'arrondissement d'Issoire, à la circonscription administrative de l'État du Puy-de-Dôme et à la région Auvergne-Rhône-Alpes. Jusqu'en mars 2015, elle était chef-lieu de canton.
Sur le plan électoral, elle dépend du canton du Sancy pour l'élection des conseillers départementaux, depuis le redécoupage cantonal de 2014 entré en vigueur en 2015, et de la troisième circonscription du Puy-de-Dôme pour les élections législatives, depuis le dernier découpage électoral de 2010.

### Élections municipales et communautaires

#### Élections de 2020
Le conseil municipal de Besse-et-Saint-Anastaise, commune de plus de 1 000 habitants, est élu au scrutin proportionnel de liste à deux tours (sans aucune modification possible de la liste), pour un mandat de six ans renouvelable. Compte tenu de la population communale, le nombre de sièges à pourvoir lors des élections municipales de 2020 est de 19. Les dix-neuf conseillers municipaux (issus d'une liste unique) sont élus au premier tour, le 15 mars 2020, avec un taux de participation de 49,29 %.
Cinq sièges sont attribués à la commune au sein du conseil communautaire de la communauté de communes du Massif du Sancy.

#### Chronologie des maires
| Période                                  | Période                       | Identité         | Étiquette     | Qualité                                                                                 |
| ---------------------------------------- | ----------------------------- | ---------------- | ------------- | --------------------------------------------------------------------------------------- |
| Les données manquantes sont à compléter. |                               |                  |               |                                                                                         |
| 1904                                     | 1912                          | Joseph Reynouard |               | Pharmacien                                                                              |
| 1912                                     |                               | Amable Sandouly  |               | Vétérinaire pastorien                                                                   |
|                                          |                               |                  |               |                                                                                         |
|                                          |                               | Elie Pipet       | Parti radical | Médecin                                                                                 |
|                                          |                               |                  |               |                                                                                         |
| 1956                                     | 1985                          | Alfred Pipet     | PR puis UDF   | Médecin, conseiller général                                                             |
| 1985                                     | août 2012 (démission)         | André Gay        | PS            | Retraité                                                                                |
| septembre 2012                           | En cours (au 15 juillet 2021) | Lionel Gay,      | DVG           | Cadre territorial Président de la communauté de communes du Massif du Sancy depuis 2014 |

## Population et société

### Démographie
L'évolution du nombre d'habitants est connue à travers les recensements de la population effectués dans la commune depuis 1793. Pour les communes de moins de 10 000 habitants, une enquête de recensement portant sur toute la population est réalisée tous les cinq ans, les populations de référence des années intermédiaires étant quant à elles estimées par interpolation ou extrapolation. Pour la commune, le premier recensement exhaustif entrant dans le cadre du nouveau dispositif a été réalisé en 2006.

En 2022, la commune comptait 1 445 habitants, en évolution de −3,86 % par rapport à 2016 (Puy-de-Dôme : +2,1 %, France hors Mayotte : +2,11 %).
| 1793  | 1800  | 1806  | 1821  | 1831  | 1836  | 1841  | 1846  | 1851  |
| ----- | ----- | ----- | ----- | ----- | ----- | ----- | ----- | ----- |
| 1 838 | 1 913 | 1 923 | 1 848 | 2 075 | 2 027 | 2 096 | 2 025 | 2 158 |

| 1856  | 1861  | 1866  | 1872  | 1876  | 1881  | 1886  | 1891  | 1896  |
| ----- | ----- | ----- | ----- | ----- | ----- | ----- | ----- | ----- |
| 2 090 | 1 916 | 1 936 | 1 931 | 1 945 | 1 888 | 1 839 | 1 777 | 1 733 |

| 1901  | 1906  | 1911  | 1921  | 1926  | 1931  | 1936  | 1946  | 1954  |
| ----- | ----- | ----- | ----- | ----- | ----- | ----- | ----- | ----- |
| 1 743 | 1 654 | 1 598 | 1 386 | 1 329 | 1 271 | 1 193 | 1 090 | 1 092 |

| 1962  | 1968  | 1975  | 1982  | 1990  | 1999  | 2006  | 2011  | 2016  |
| ----- | ----- | ----- | ----- | ----- | ----- | ----- | ----- | ----- |
| 1 111 | 1 358 | 1 767 | 1 763 | 1 799 | 1 672 | 1 632 | 1 487 | 1 503 |

| 2021  | 2022  | - | - | - | - | - | - | - |
| ----- | ----- | - | - | - | - | - | - | - |
| 1 461 | 1 445 | - | - | - | - | - | - | - |

### Enseignement
Besse-et-Saint-Anastaise dépend de l'académie de Clermont-Ferrand. Elle gère une école élémentaire publique.
Le conseil départemental du Puy-de-Dôme gère le collège du Pavin, situé dans la commune. Les lycéens se rendent à Issoire, au lycée Murat pour les filières générales et STMG ou à Clermont-Ferrand au lycée La-Fayette pour la filière STI2D.

### Manifestations culturelles et festivités
- La Saint-Cochon, le troisième samedi de janvier, reconstitution de la mise à mort du cochon, vente, dégustation et repas géant.
- La Montade de la Vierge noire, le 2 juillet et la dernière semaine de septembre sa dévalade pour son retour à l"église de Besse -en Chandesse  , processions, feux d'artifice, foire aux bestiaux, etc.
- Fête de l'Estive, début août.
- Fête patronale de la Dévalade, qui a lieu le week-end qui suit la Saint-Mathieu (21 septembre). Procession de Notre-Dame de Vassivière.
- La Bavajade, tous les deux ans, le premier week-end d'octobre, animations avec bandas, costumes, repas avec coq au menu.

## Culture locale et patrimoine

### Lieux et monuments
Le centre historique de Besse présente une grande unité architecturale. Cette unité provient des nombreux édifices anciens mais également de l'utilisation quasi exclusive de la « pierre de Besse ». Cette pierre souvent comparée à la pierre de Volvic est également une trachy-andésite. Son aspect est plus rustique que cette dernière et elle présente des nuances de couleur plus marquées.

#### Patrimoine religieux

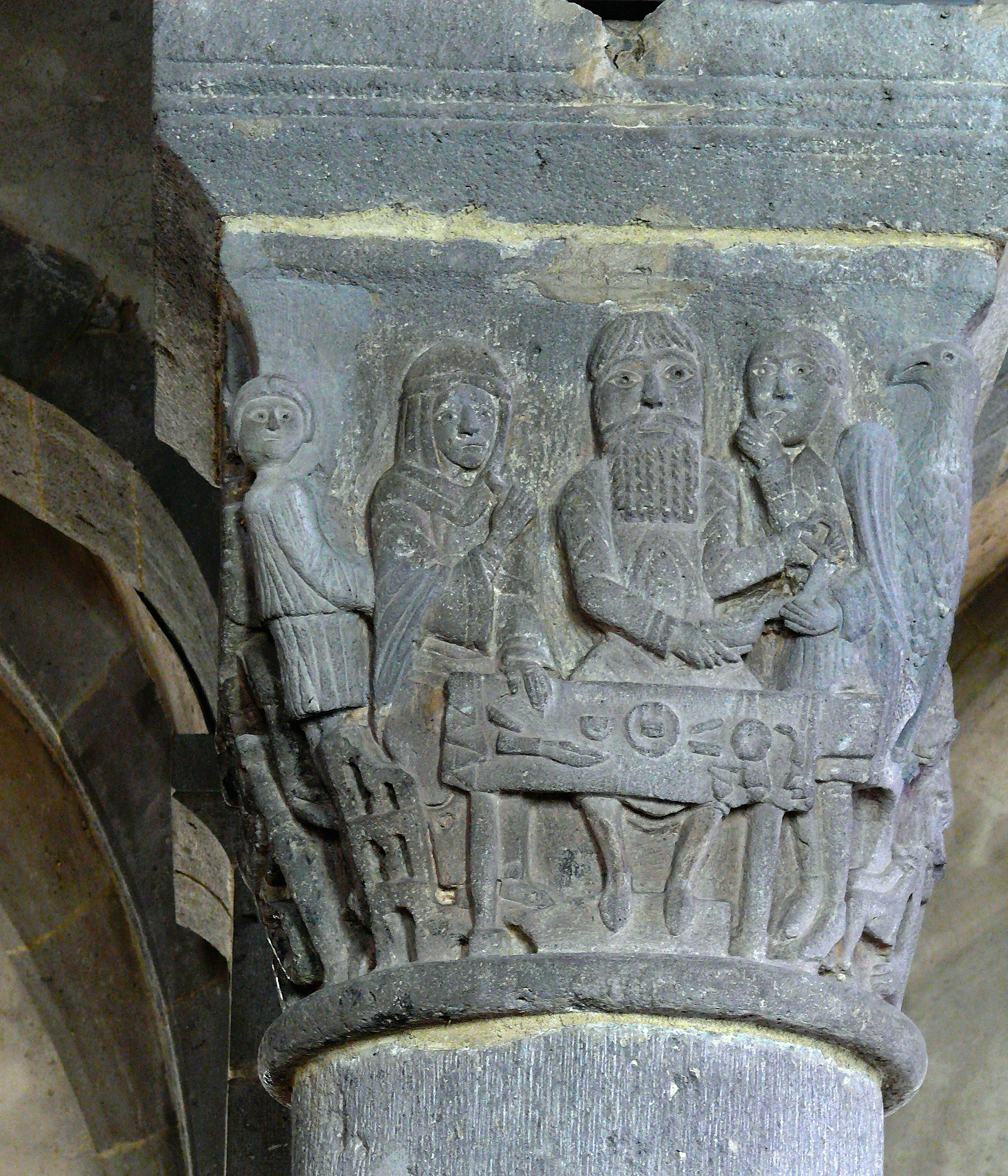
Chapiteau de l'église Saint-André.

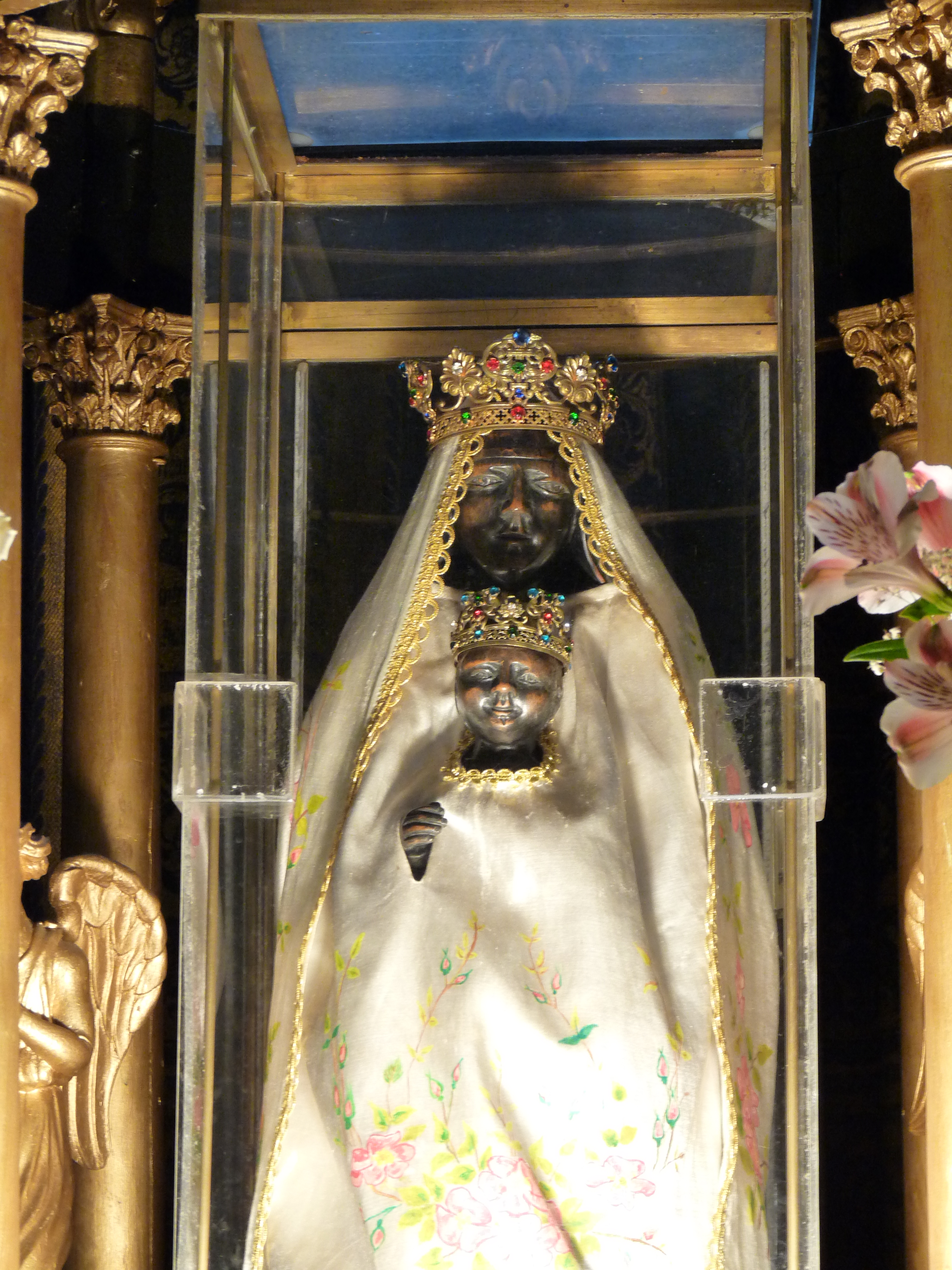
Vierge Noire.

- Église Saint-André : de style roman et gothique. La construction initiale date du XIIe siècle. Le chœur date de 1555 et fut restauré au XIXe siècle. Un incendie détruit en 2007 une partie des stalles sculptées du chœur. Un travail de restauration et de reconstitution basé notamment sur des cartes postales des stalles, conduit en 2013 au remplacement des parties détruites. L'église abrite la statue de Notre-Dame de Vassivière. Cette vierge noire avec son enfant sur les genoux est portée (« Remontade ») en procession le 2 juillet depuis l'église de Besse à la chapelle du sanctuaire de Vassivière, à 7 km de Besse, où elle passe l'été avant d'être redescendue lors de la fête de la « Dévalade » le premier dimanche de septembre après la Saint-Mathieu.
- Chapelle Notre-Dame de Vassivière
- Église de Saint-Anastaise.

#### Patrimoine civil
Le centre de la ville a été construit aux XVe et XVIe siècles. Il comporte :
- la rue des Boucheries ;
- la maison dite de la Reine Margot (Marguerite de France aurait séjourné dans cette maison mais les écrits anciens n'en font jamais mention, faute de preuve il s'agit donc d'une légende qui se réfère au périple auvergnat de cette reine) ;
- le château du Bailli ;
- la maison des Consuls ;
- le manoir Sainte-Marie des Remparts, manoir construit en 1935 par Ernest Barthélémy qui a réemployé tous les éléments architecturaux laissés à l'abandon ou donnés par des propriétaires.
- la porte de la ville et la tour du Beffroi.

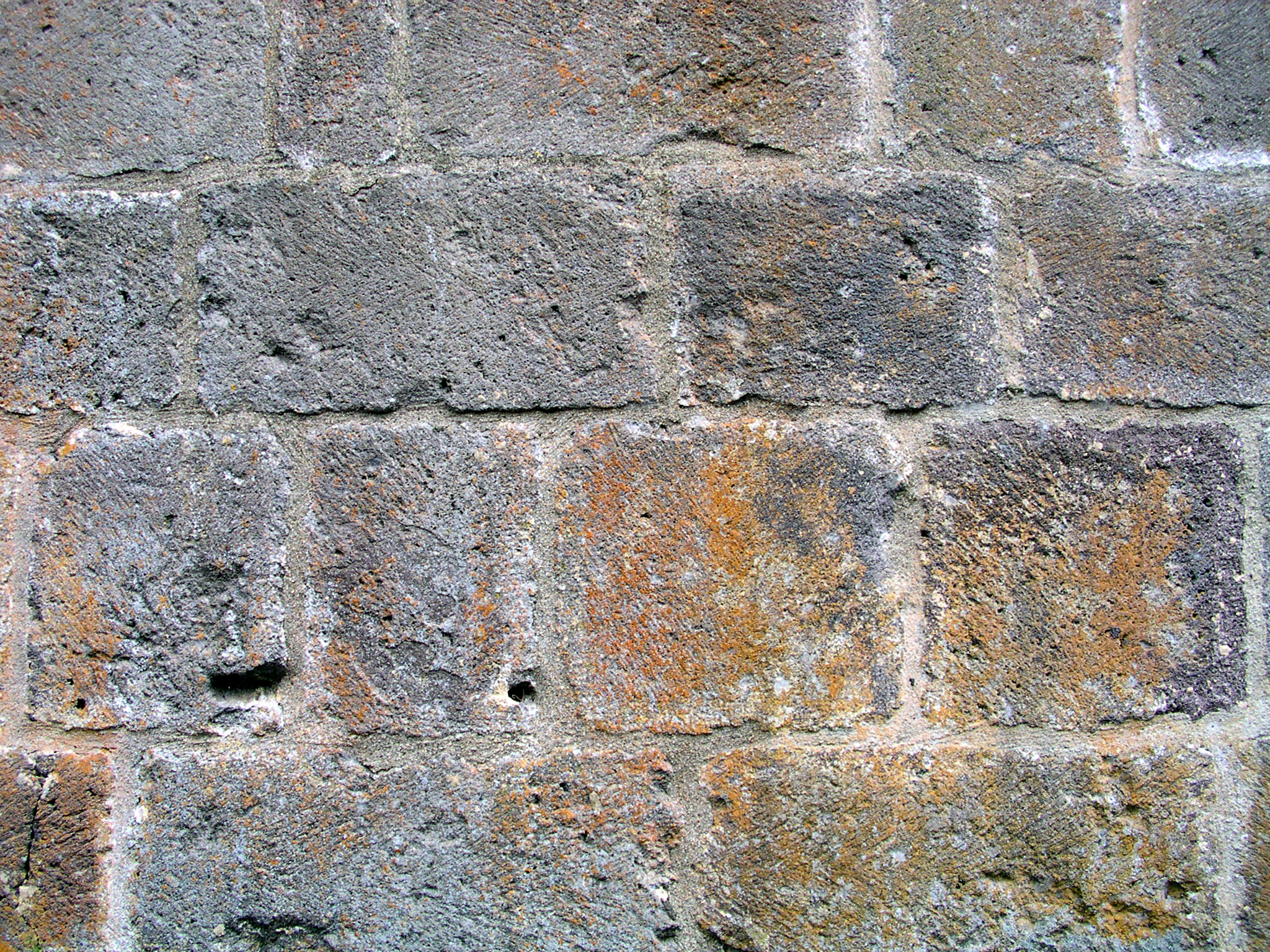
La pierre de Besse.
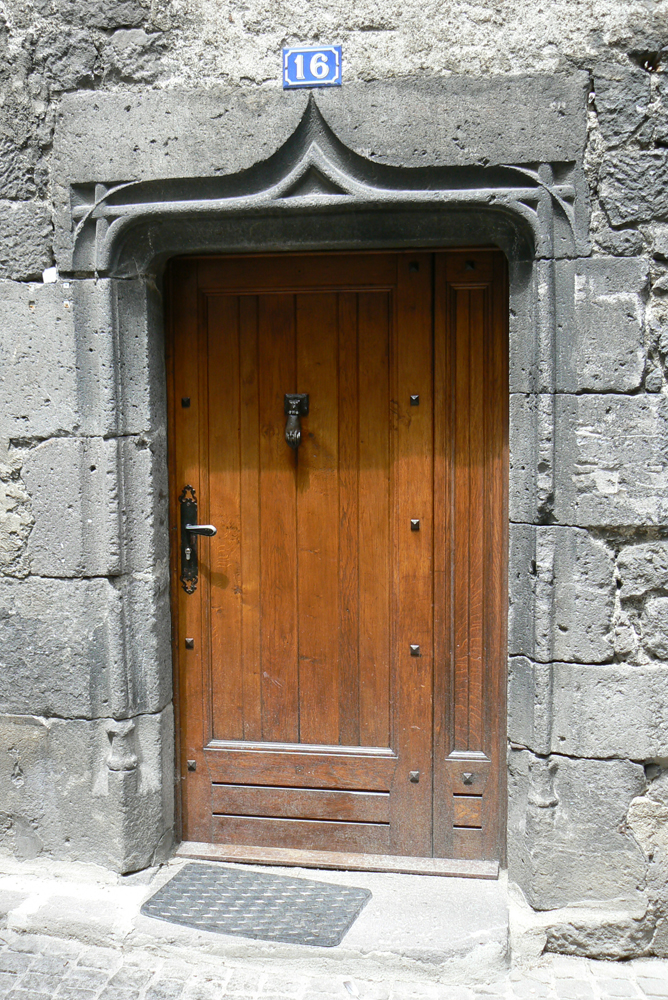
Porte typique du vieux Besse.
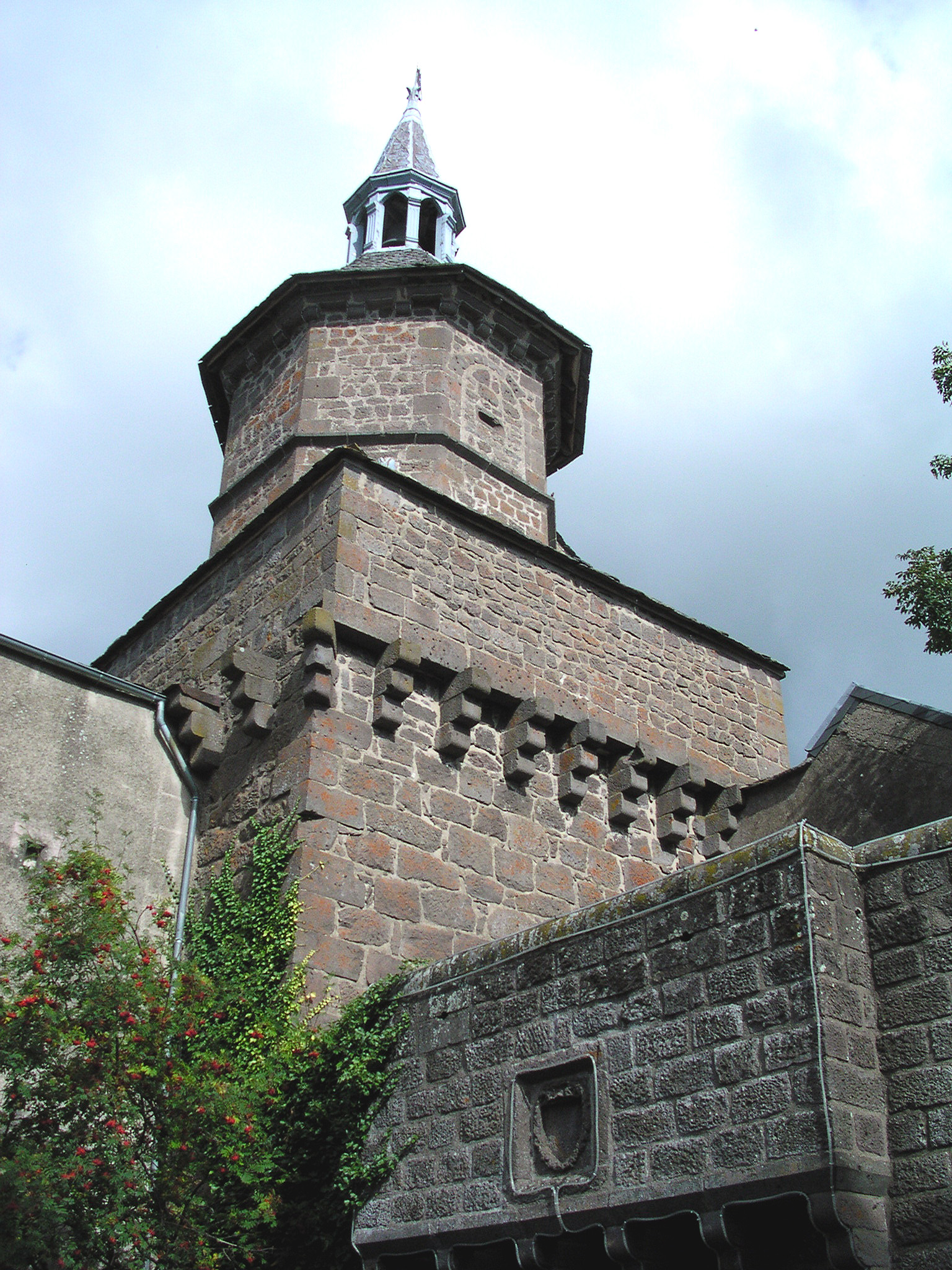
Beffroi..
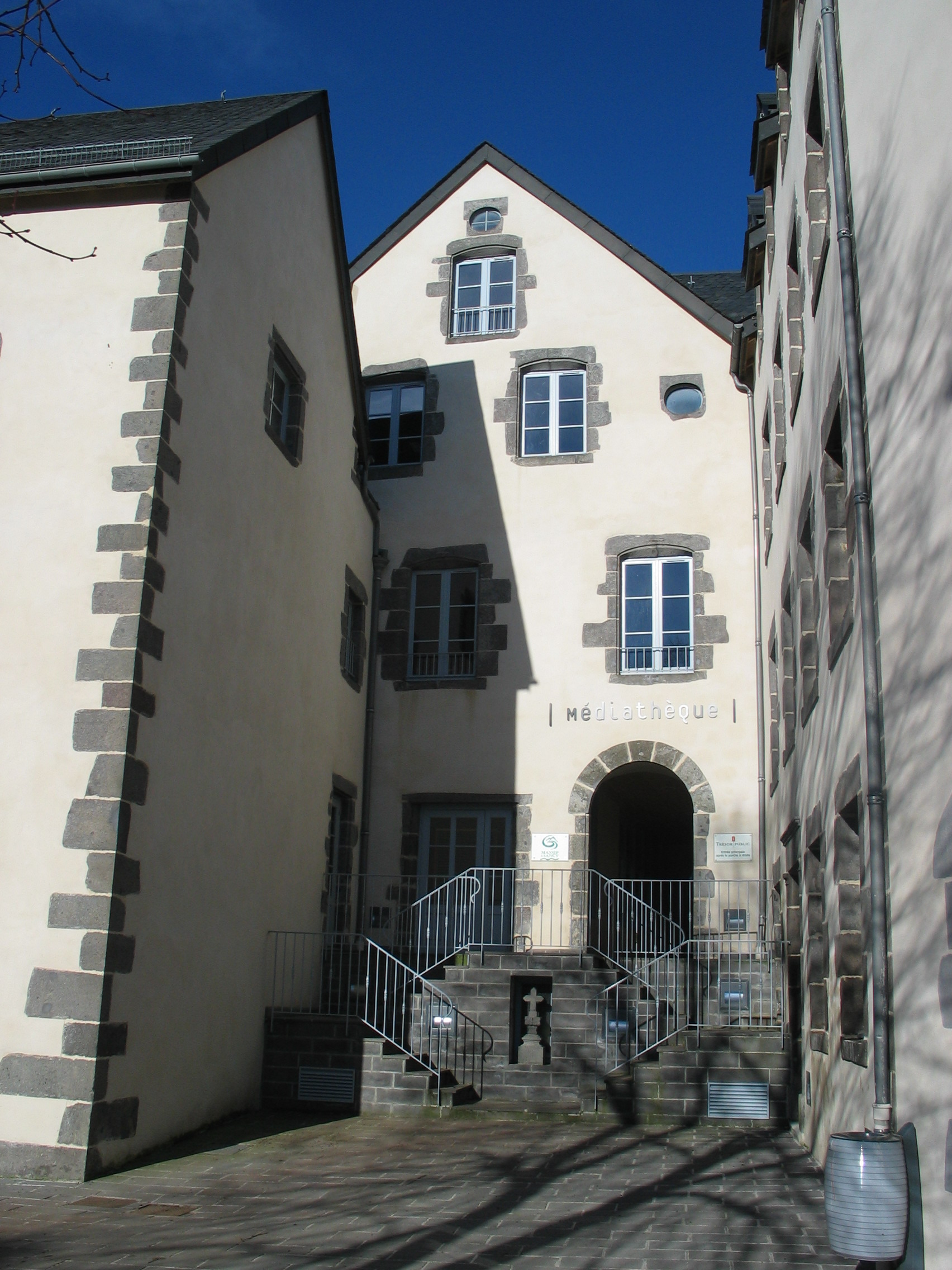
Médiathèque.
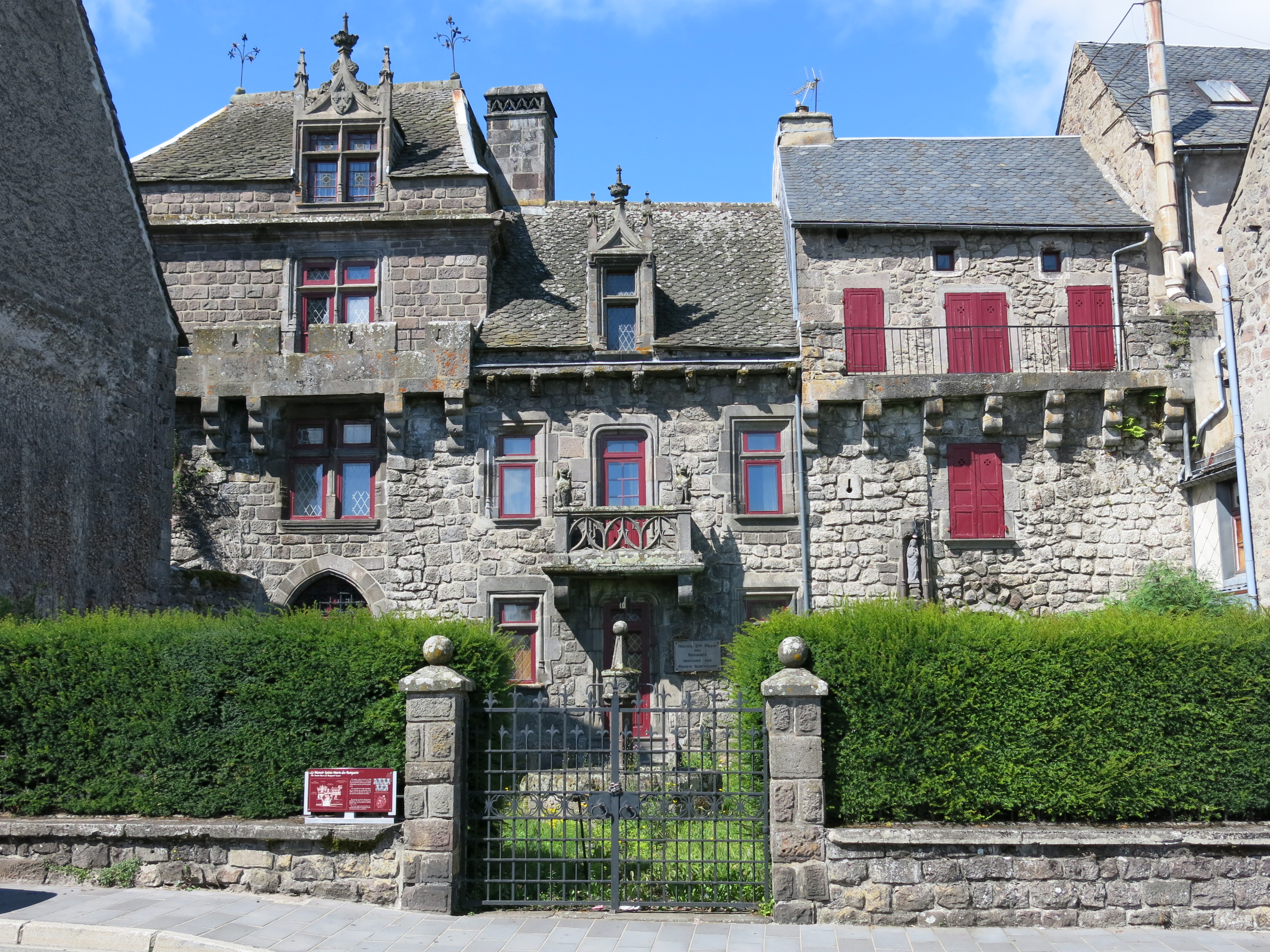
Manoir Sainte-Marie-des-Remparts.
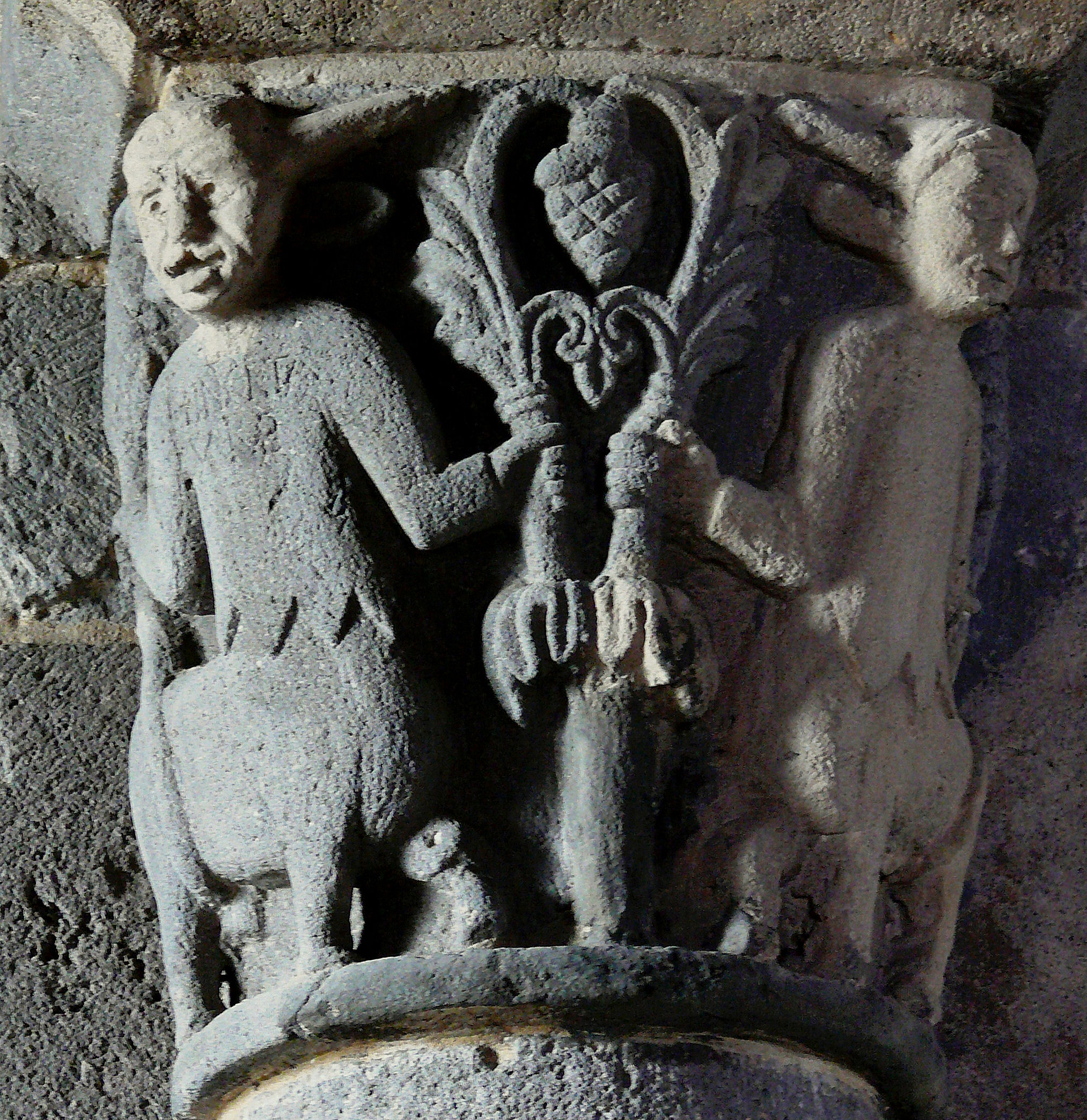
Un des chapiteaux de l'église.
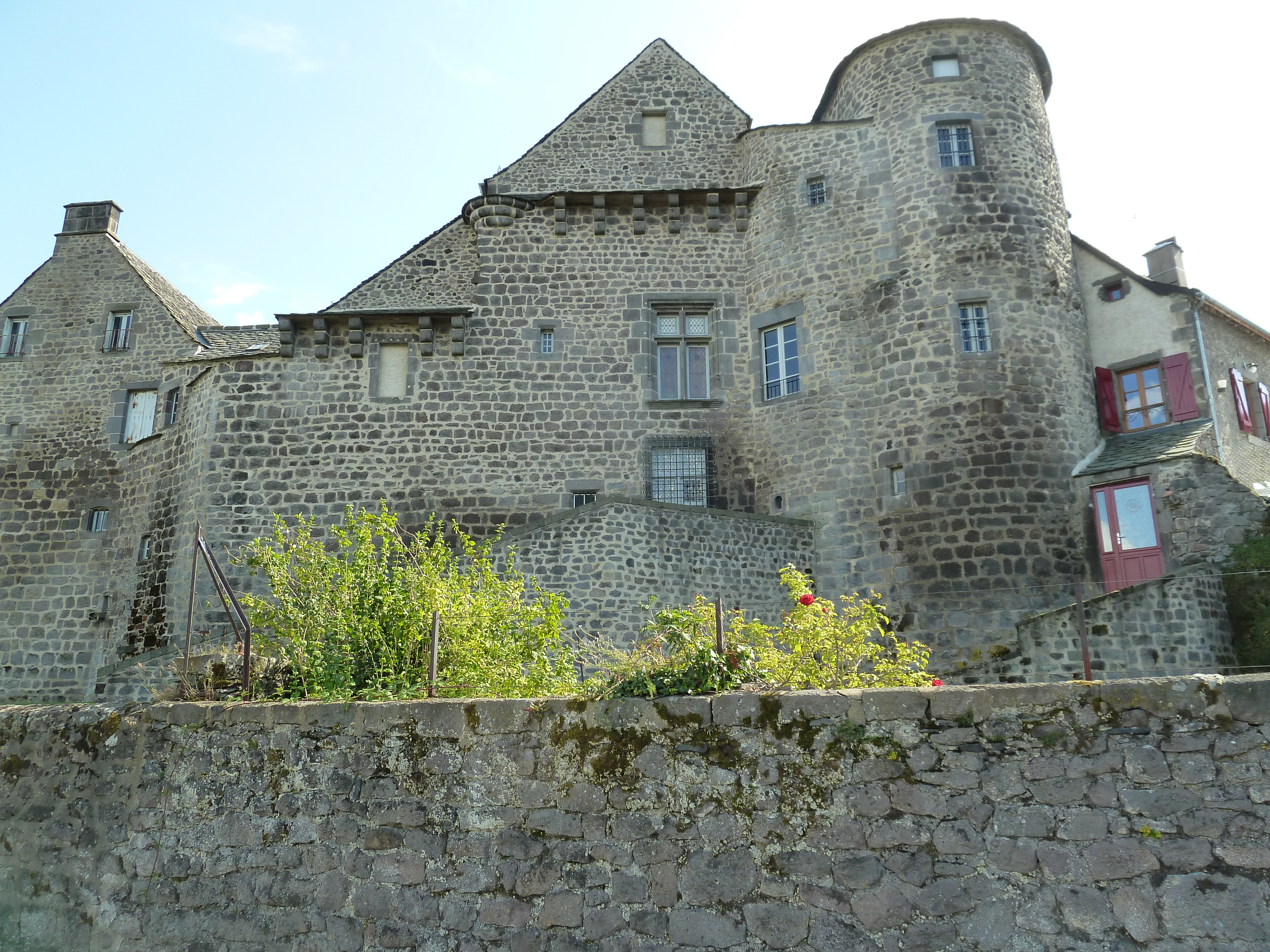
Le château du Bailly.
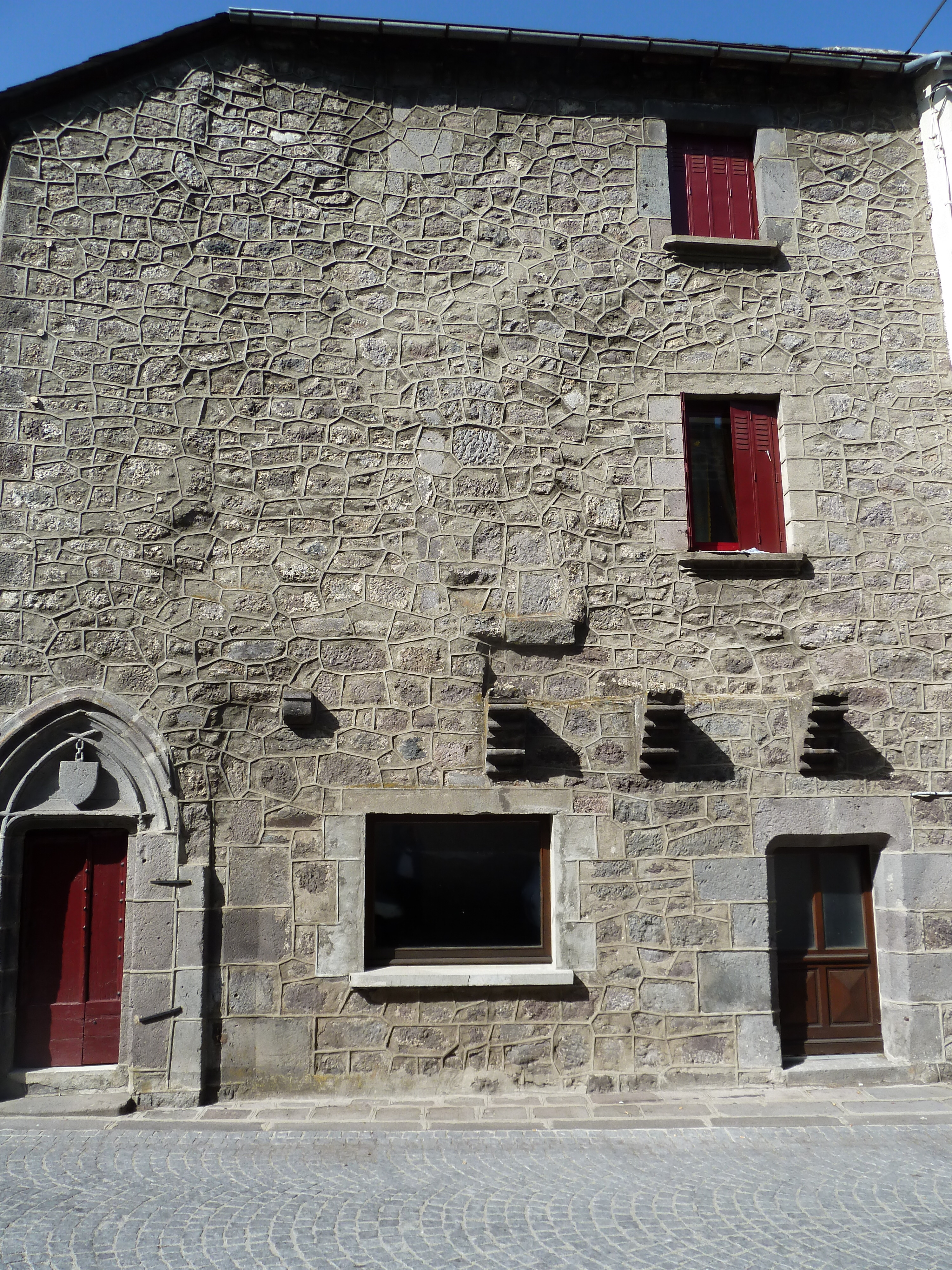
Besse-en-Chandesse - La Maison des Consuls.
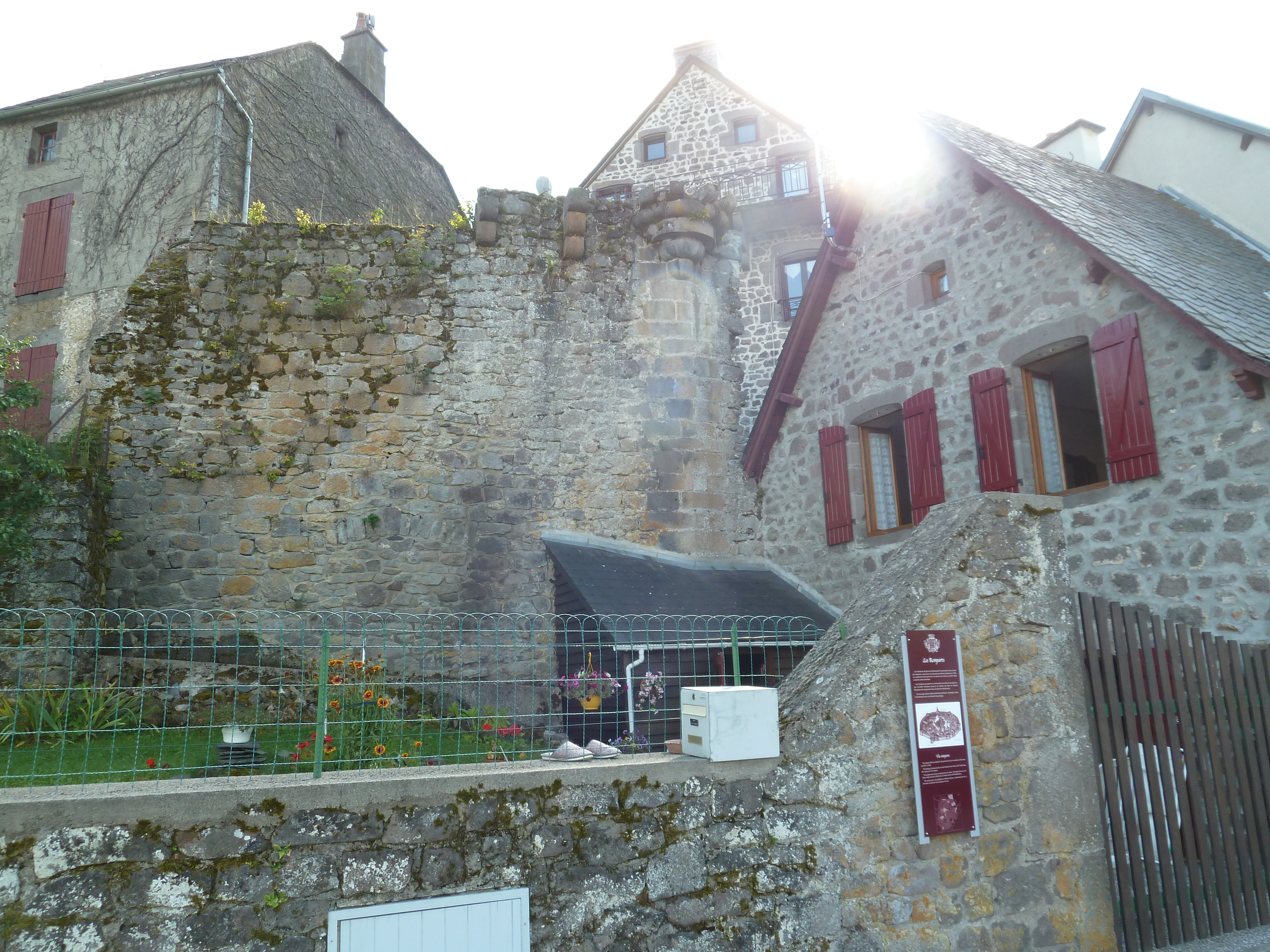
Besse-en-Chandesse - les remparts.
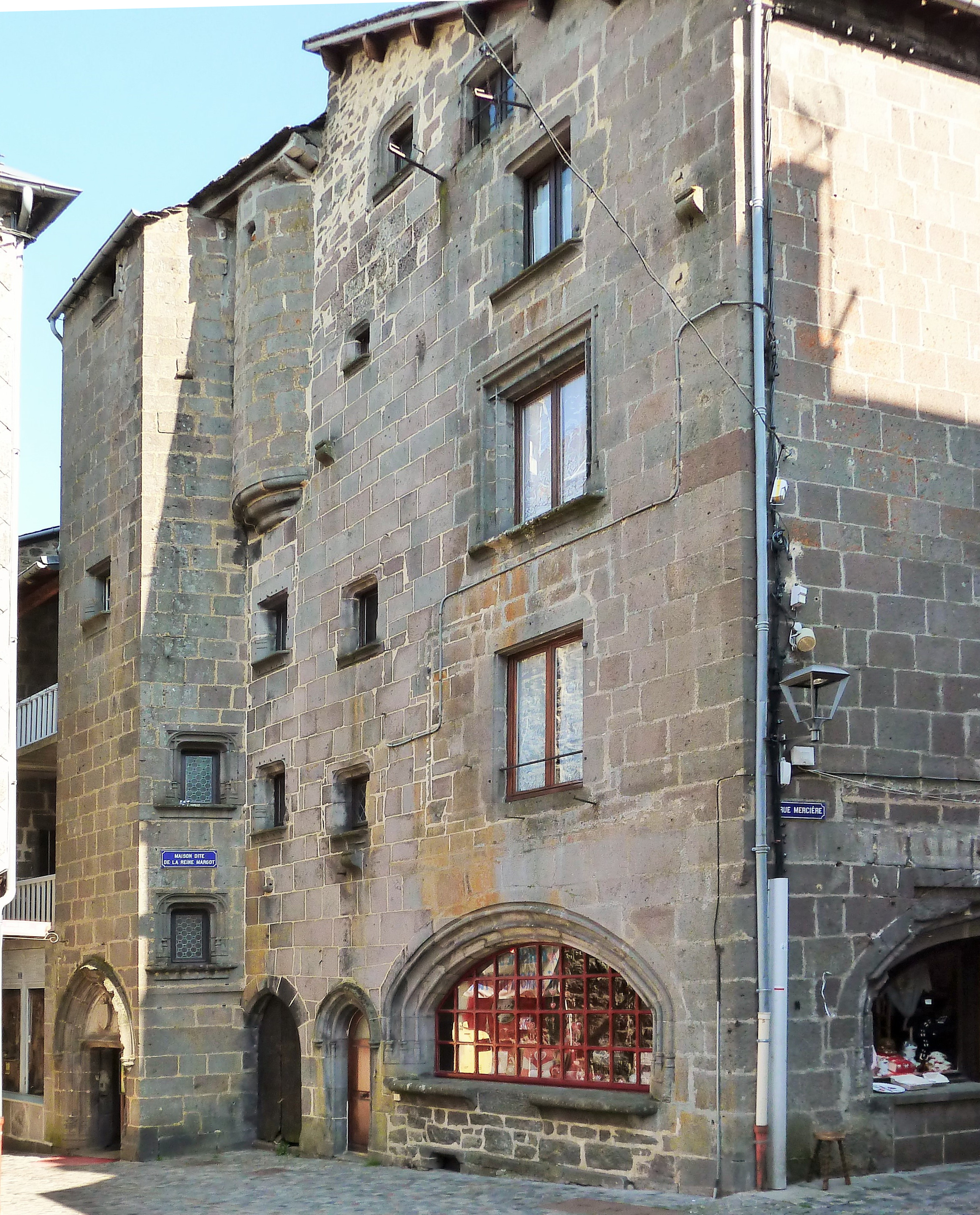
Besse-en-Chandesse la maison de la Reine Margot.
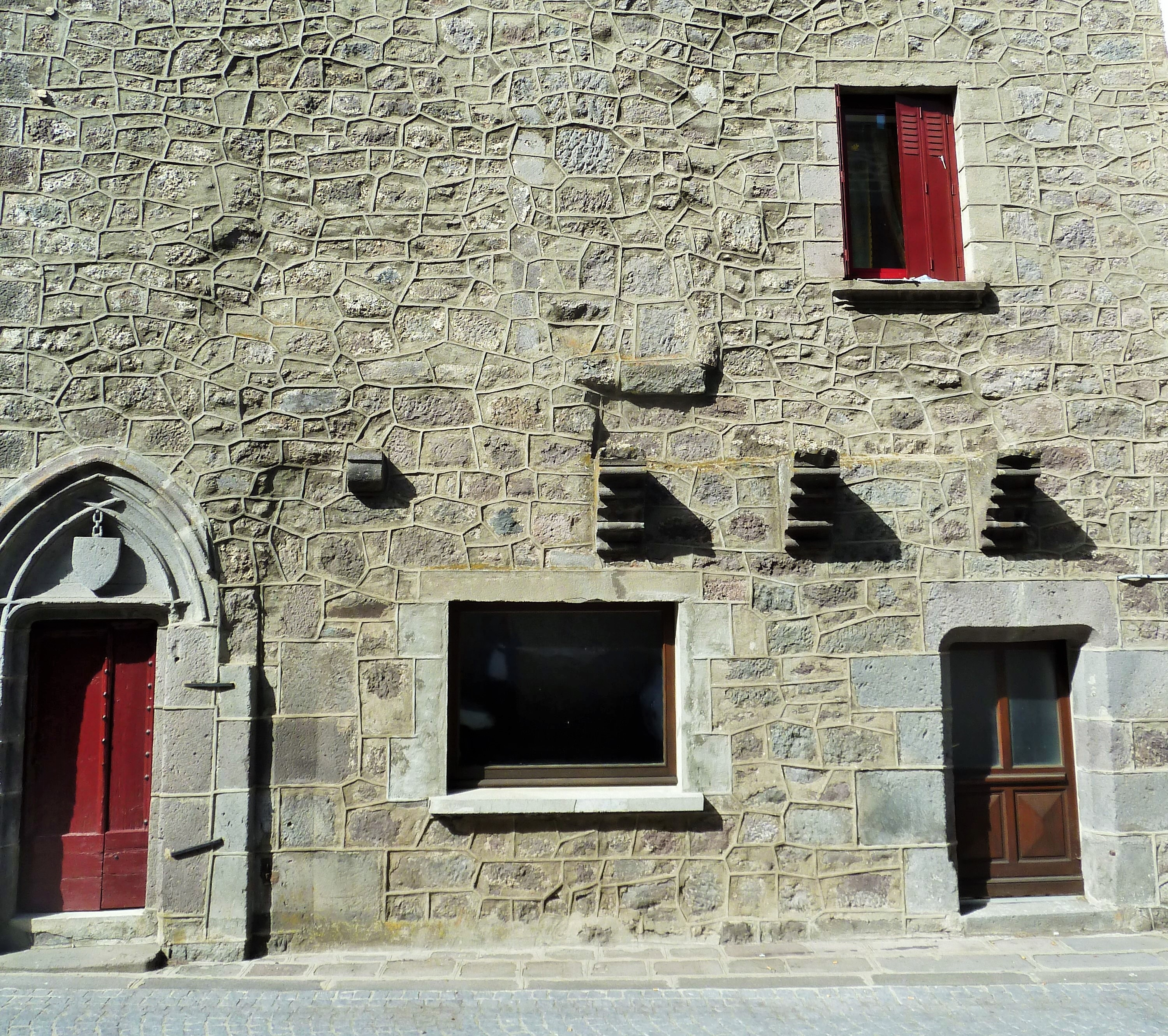
Besse-en-Chandesse la maison des Consuls.
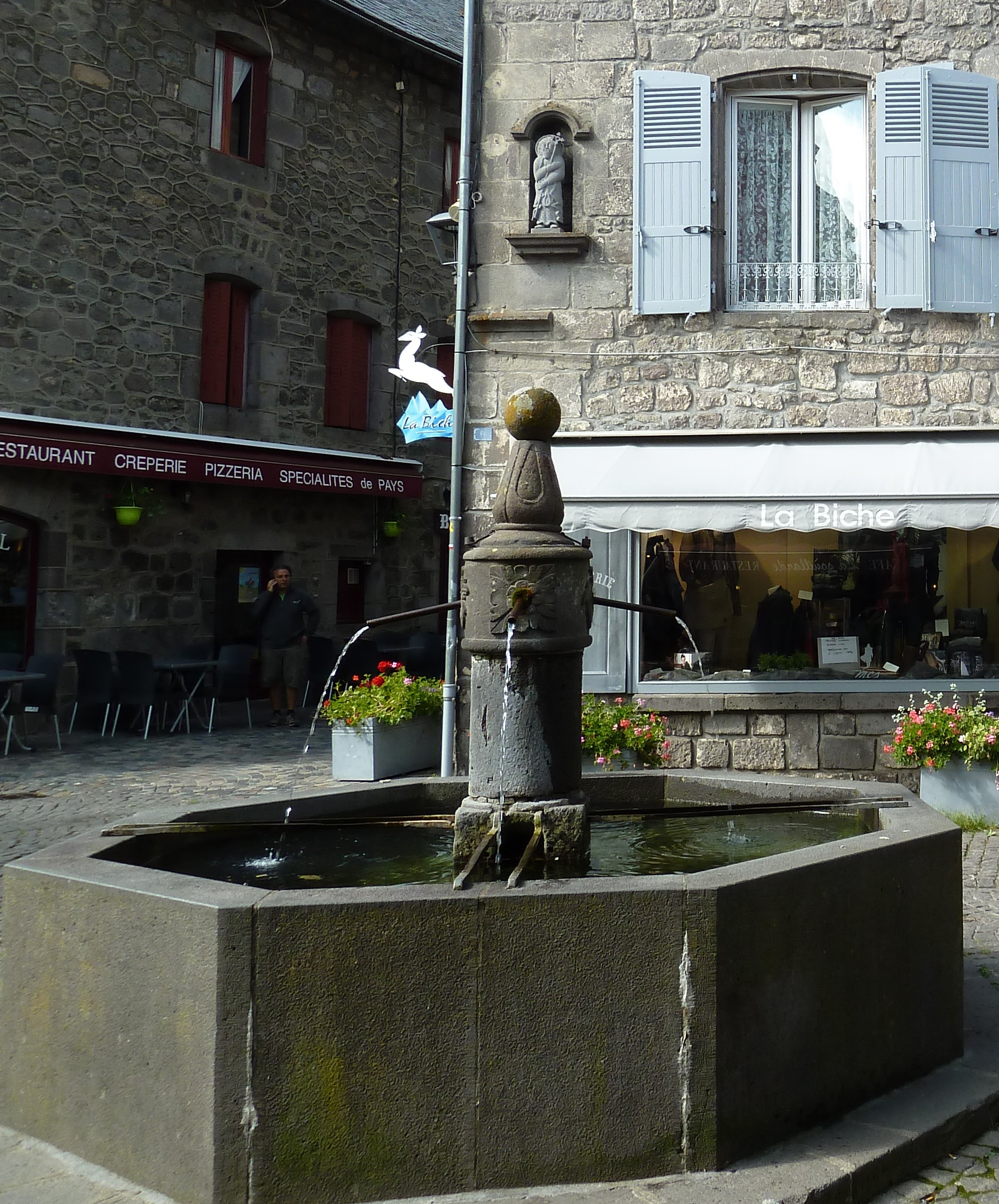
Besse-en-Chandesse la Fontaine place Gayme.
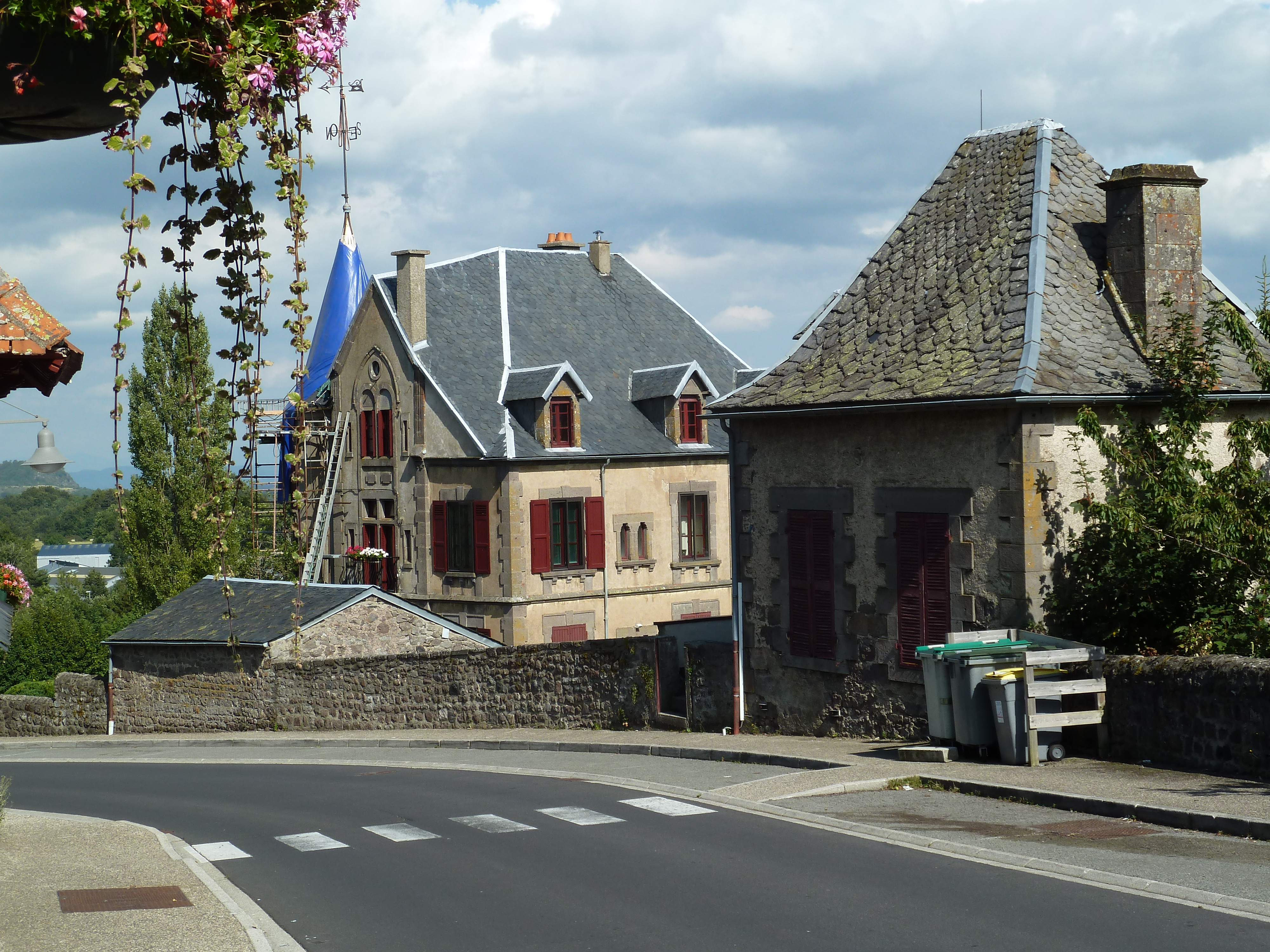
Besse-en-Chandesse une ville médiévale.
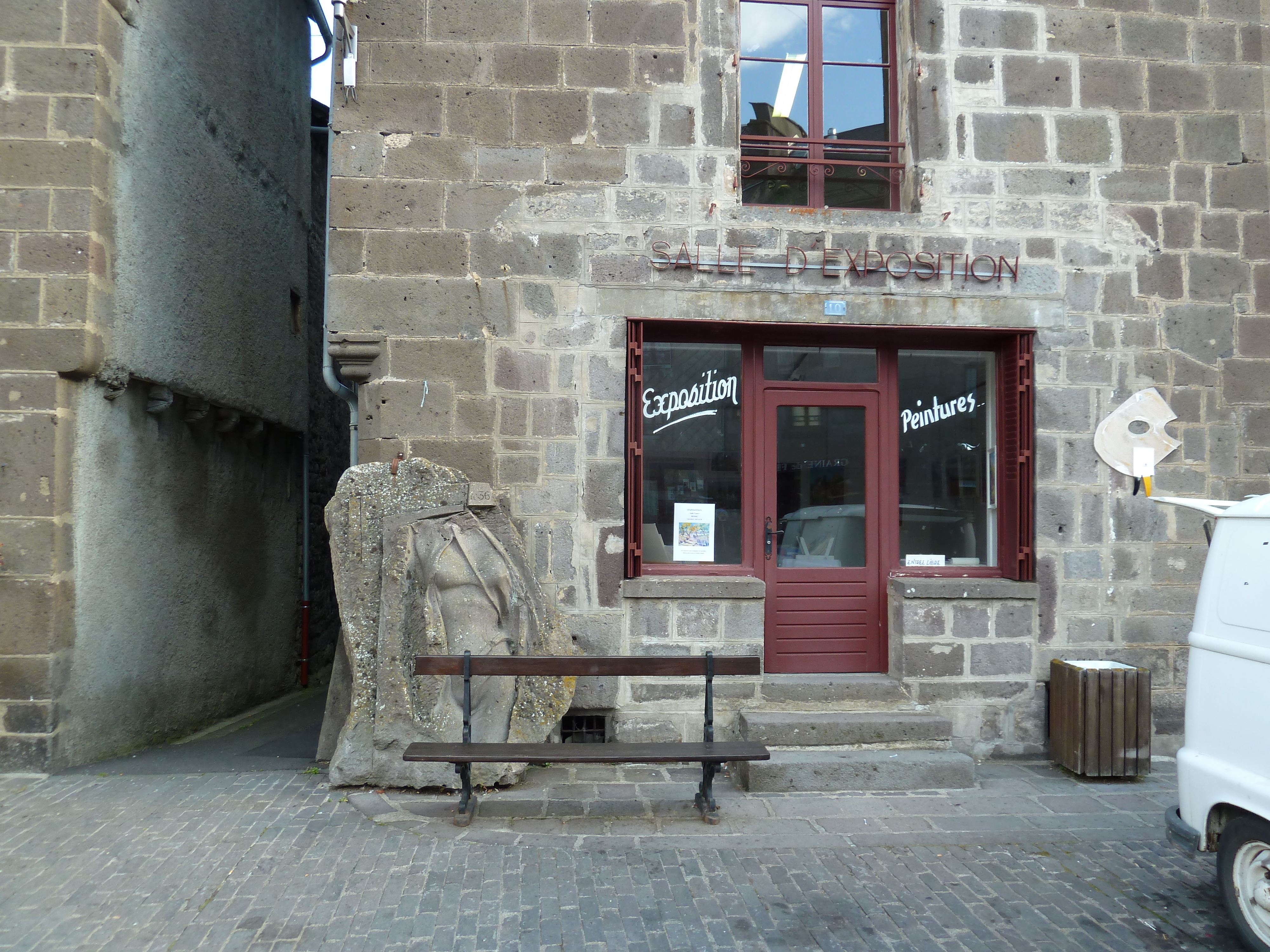
Besse-en-Chandesse place du Dr-Pipet.

#### Sites naturels
- Lac Pavin, à 4 km.
- Lac de Bourdouze.
- Lac de Montcineyre, à 8 km.
- Puy de Montchal.
- Puy Ferrand.
- Cascade de Vaucoux.
- Creux de Soucy (au sud du puy de Montchal)[37],[38].

### Sports d'hiver et d'été
Créée en 1961, la station de ski de Super-Besse est située sur le versant sud du puy de Sancy. Elle est reliée à celle de Mont-Dore sur le versant nord. Située entre les altitudes de 1 300 et 1 830 m, elle possède vingt-et-une remontées mécaniques et 43 km de pistes. Station VTT de descente, randonnées pédestres, en été.

### Musées
- Musée du ski.
- Maison de l'abeille.
- Maison de l'eau et de la pêche, au village de La Villetour (site du parc naturel régional des Volcans d'Auvergne).

### Dans la littérature
La localité fournit à Joseph Malègue (dont le père était originaire et où l'écrivain passait ses vacances d'été) le cadre de son roman inachevé Pierres noires : Les Classes moyennes du Salut, où Besse-et-Saint-Anastaise devient Peyrenère-le-Vieil.[réf. nécessaire]

### Tableaux
Le peintre Henri Rivière a peint Besse-en-Chandesse en 1921 :

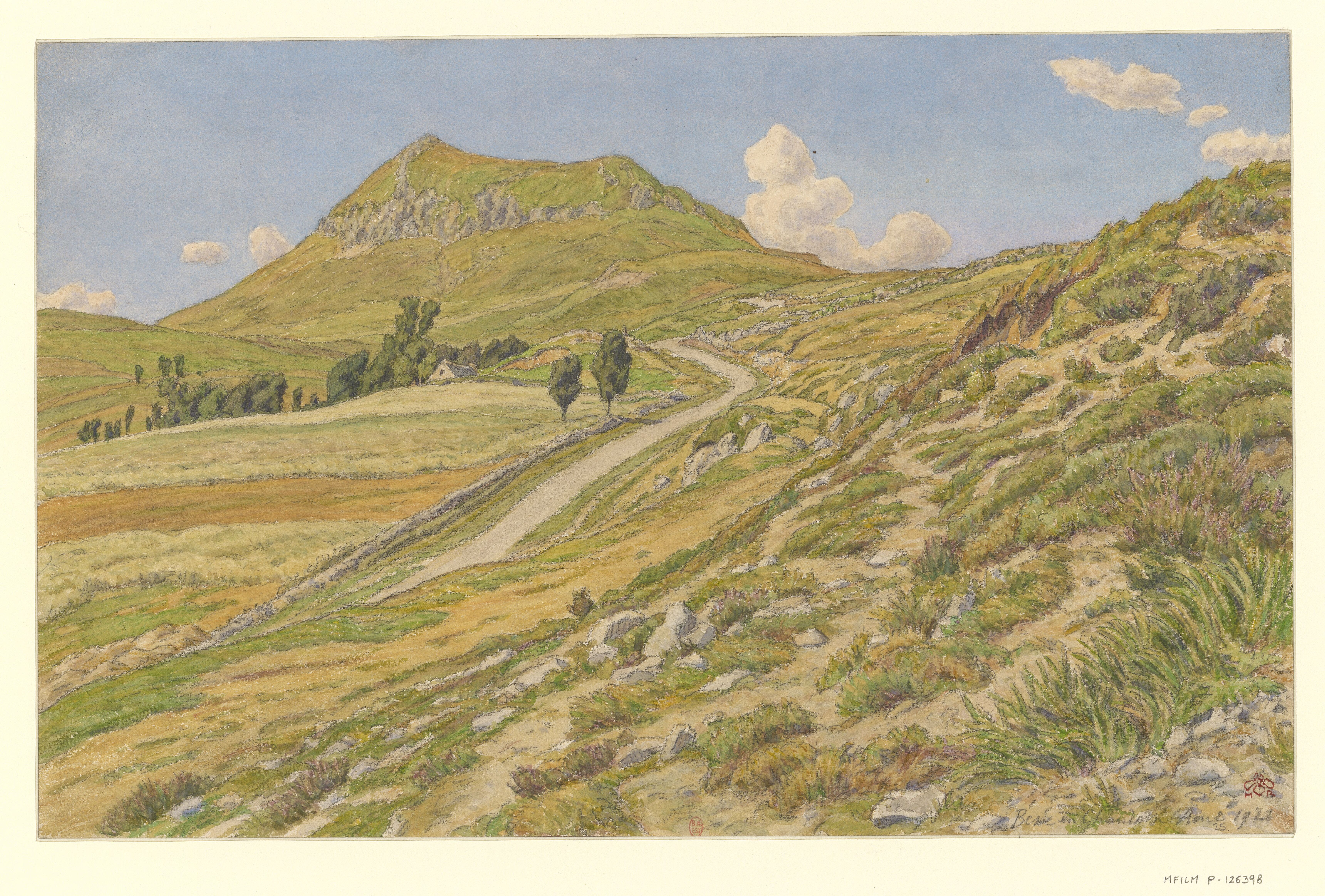
Besse-en-Chandesse (dessin, 1921).
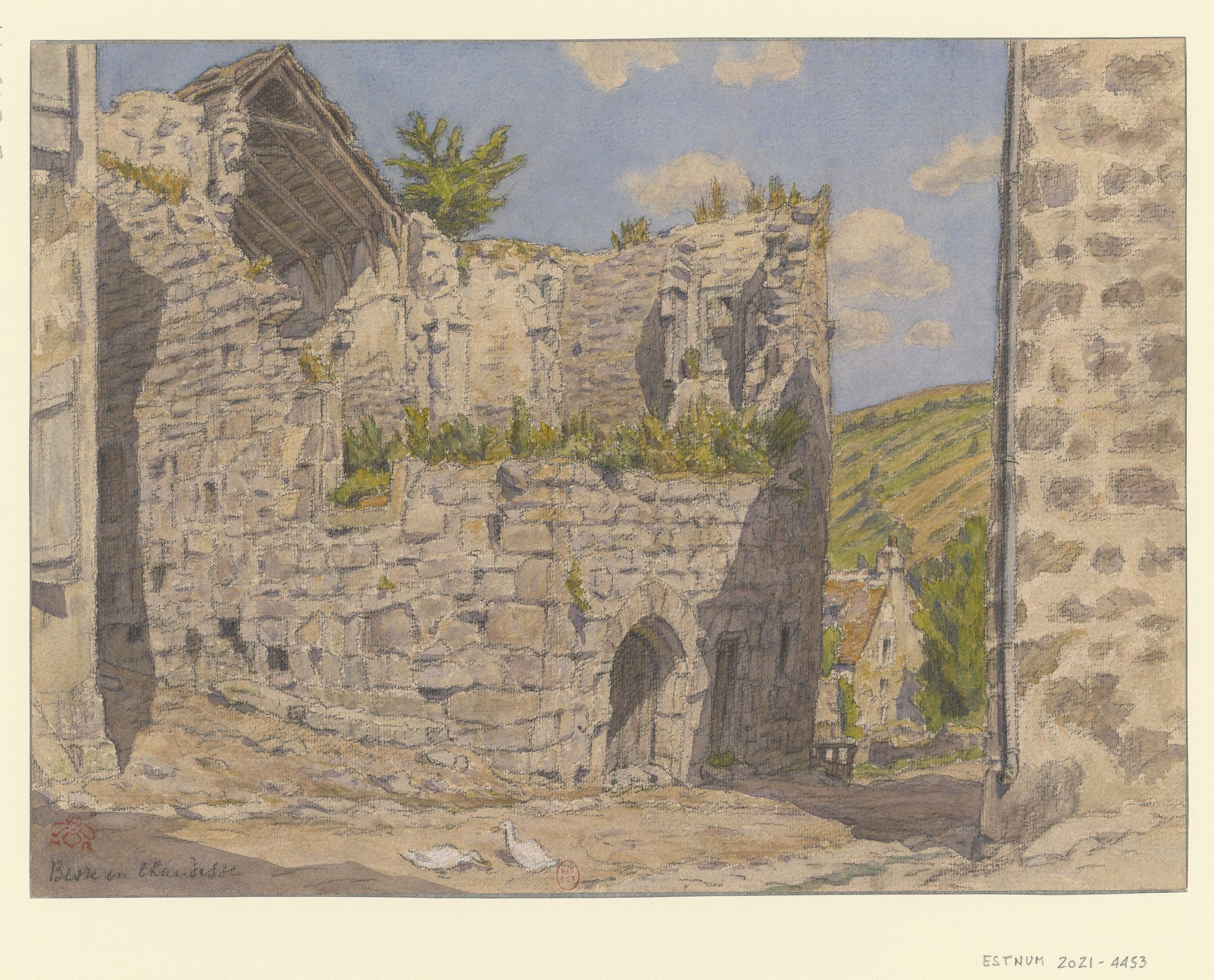
Besse-en-Chandesse (dessin, 1921).
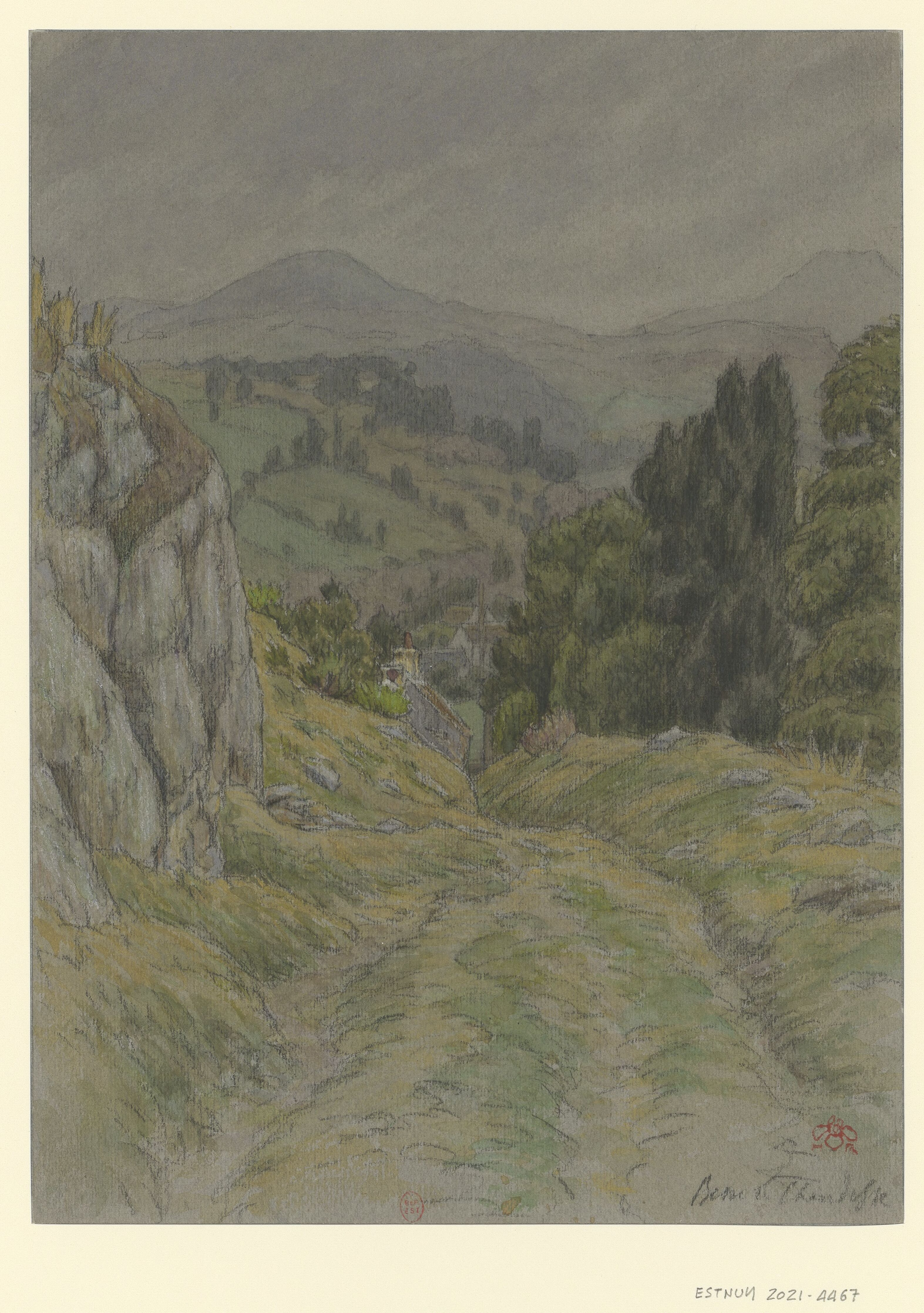
Besse-en-Chandesse (dessin, 1921).
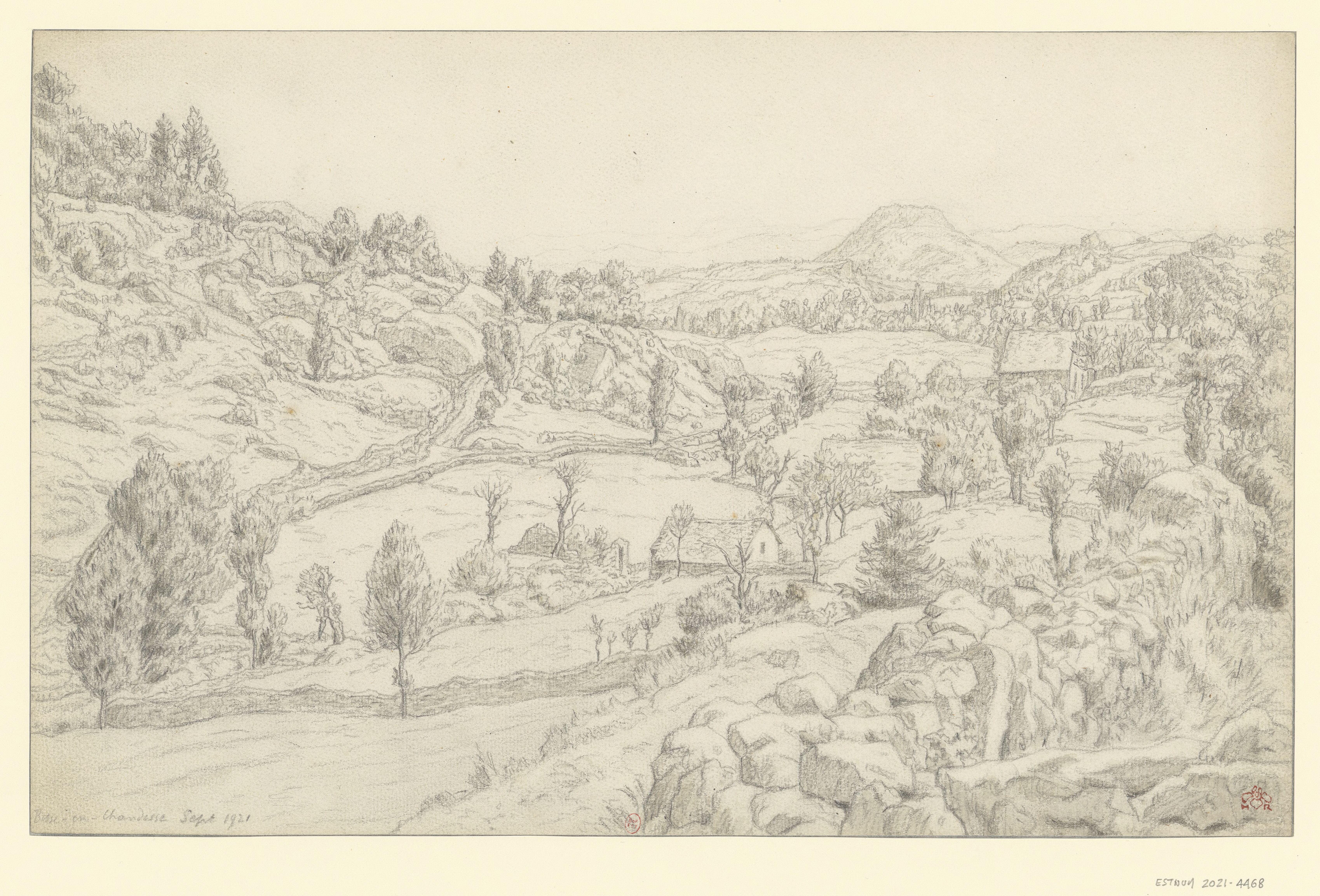
Besse-en-Chandesse (dessin, 1921).
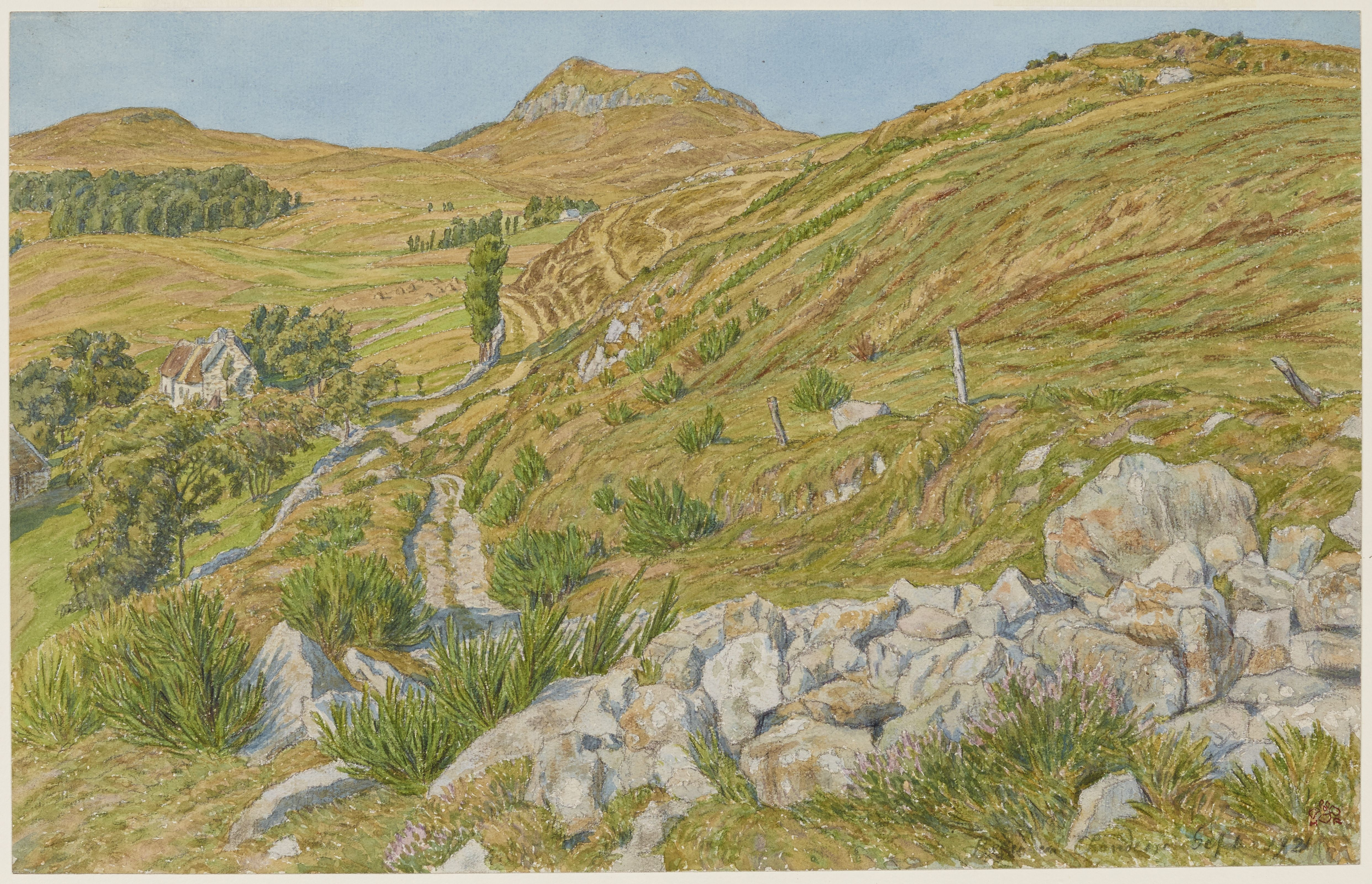
Champs en Chandesse Besse-en-Chandesse - Pertuyzat (dessin, 1921).

### Personnalités liées à la commune

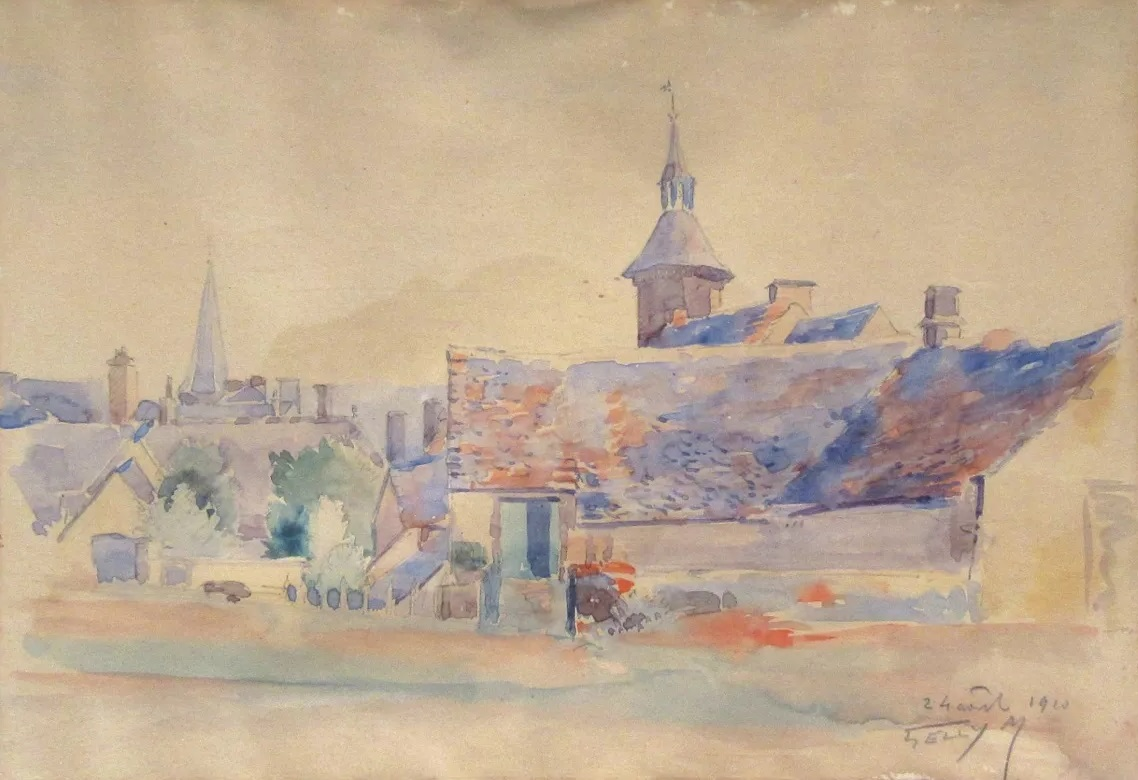
Vue de Besse par Michel Gelly (1910).

- Le général de brigade de la Révolution française, Jean-Baptiste Rivet, y est né le 14 novembre 1748.
- Antoine Lenègre (1818-1867), relieur français, est né dans la commune.
- Michel Gelly (1863-1916), aquarelliste, professeur de dessin à Cusset et à Vichy, est né à Besse.
- C'est à Besse-et-Saint-Anastaise qu'est né Bourbaki. Nicolas Bourbaki est un mathématicien imaginaire, sous le nom duquel un groupe de mathématiciens francophones, sous l'impulsion d'André Weil, a commencé à écrire et publier des textes mathématiques dans les années 1930. Le groupe s'est réuni pour la première fois à Besse en juillet 1935.
- La compositrice Priaulx Rainier y meurt le 10 octobre 1986.

## Divers

### Station biologique de Besse
La station biologique de Besse dépend de l'UFR Sciences et technologies de l'université Clermont-Auvergne de Clermont-Ferrand. Son origine remonte à une délibération du conseil de l'université de Clermont du 13 juillet 1899 qui décide la création d'un laboratoire pour l'étude de la flore et de la faune des lacs d'Auvergne. En 1901, l'université fait l'acquisition d'un ancien moulin, qui est toujours au cœur de la station actuelle, plusieurs fois agrandie et transformée au cours du XXe siècle. La station accueille des stages de formation et de recherche, ainsi que des séminaires et colloques ; elle est équipée pour l'hébergement.

### Série télévisée
Le village a servi de cadre à la série télévisée La Doc et le Véto en 2020.